# 卡罗尔·约克尔
卡罗尔·约克尔（1945年8月29日—1996年10月28日），斯洛伐克男子足球运动员，司职中场。他曾代表捷克斯洛伐克国家队参加1970年国际足联世界杯，结果队伍止步小组赛阶段。